# Szent István-templom (Telki)
Telki római katolikus temploma vagy hivatalos nevén a Szent István-templom Telkiben, a Székesfehérvári egyházmegyében található római katolikus templom Pest vármegyében.

## Története
A telki bencés monostor és a falu első okleveles említése 1198-ból való és feltételezhető, hogy ebben az időben a monostor már csaknem százéves lehetett és Szent István király egyházpolitikájának köszönhető. A bencés monostort IV. László a Nyulak-szigetén élő apácáknak adta, majd 1397-ben az esztergomi érseké lett, 1455-től Garai László nádor birtoka volt és 1516-ban II. Ulászló király a pannonhalmi bencéseknek adományozta. A falu a török uralom alatt elpusztult és templomát is lerombolták 1543-ban, de falai még 1802-ben is álltak. A monostor megszentelt kövei ma a falu központjában található régi lakóházak szinte mindegyikében fellelhetőek.
Mária Terézia németeket telepített Telki területére és ezt követően a középkori templom romjaiból 1802-ben új, késő barokk-korai klasszicista (copf) stílusú római katolikus templom épült, melynek névadó szentje Szent István lett és 1803 húsvétján szentelte fel Görgey Márton püspök. Az oltárképet Falkoner József budai festő festette és Szent István királyt ábrázolja, amint Szűz Mária oltalmába ajánlja Magyarországot. A második világháborúban megsérült a templom és berendezése, ablakai megsemmisültek. Az 1948-as felújítás alkalmával átfestették a szentély falképeit. Az 1993-as egyházmegye-átszervezés során a Székesfehérvári egyházmegyéhez került. 2002-ben létrejött a Telki templomért Alapítvány, melynek célja, az épület felújítása és műemléki restaurálása volt, melynek keretében felújították a templom tetőzetét.

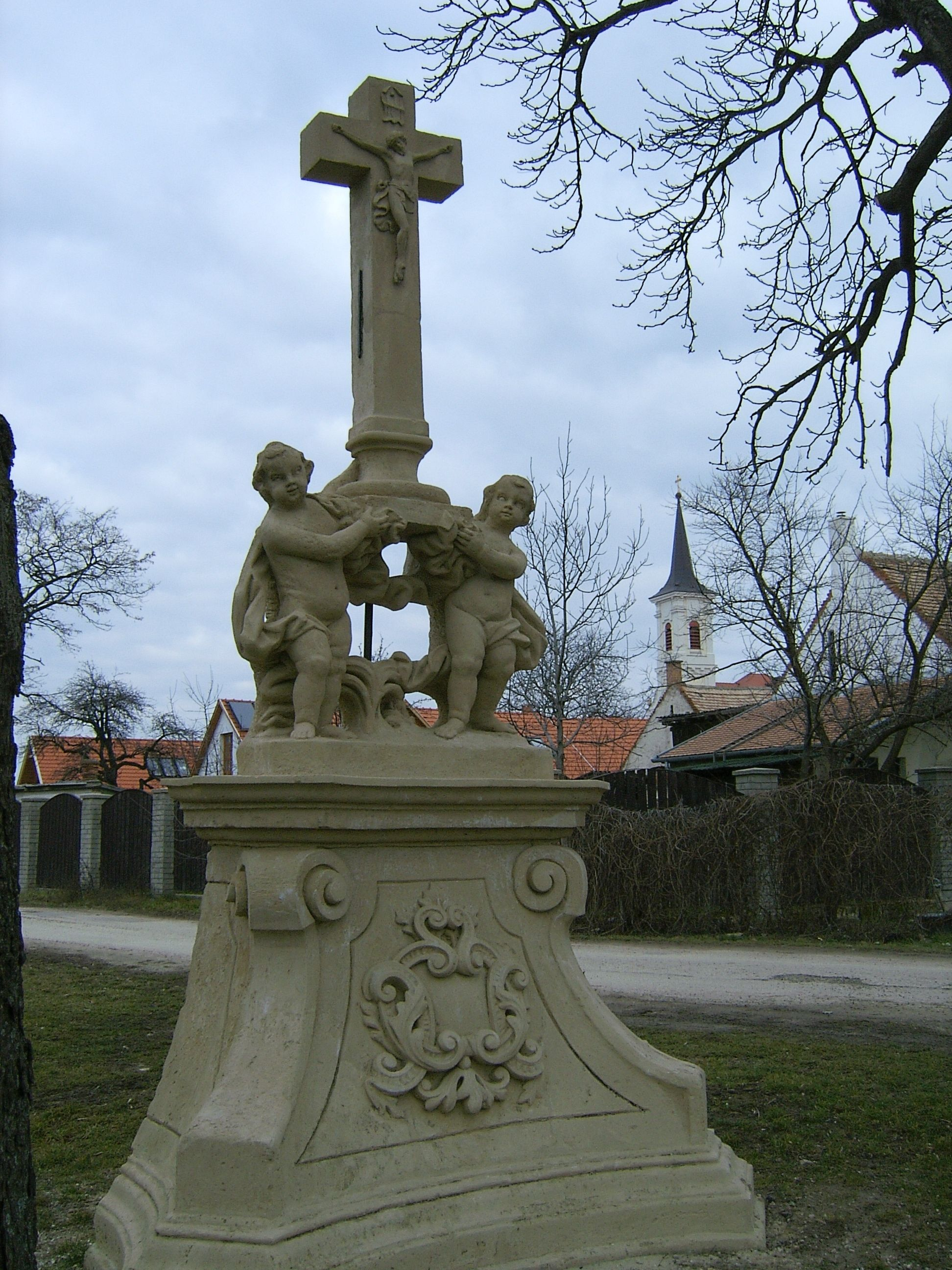
Telki kőkereszt

A Fő utcán, a régi magtár épülete mellett, az egykori monostor helyén található az 1740 körül készült kőszobor, melynek alapzatán angyalok kőkeresztet tartanak.

## Felirata
A templom kapuja feletti kőtáblán az alábbi, latin nyelvű, vésett felirat áll:
EVOLVTO FELICITER SAECVLO
DIVI BENEDICTI FILII
SANCTO STEPHANO APOSTOLICO
VNGARIAE REGI PATRONO SVO
POSVERVNT
Rejtett információ:
A felirat egy kronogramma, amelyben a római számoknak megfelelő (félkövér nagybetűkkel kiemelt) betűi összeadhatók:
5,50,5 / 50,1,100,1 / 100,5,50 / 500,1,5,1 / 500,1,100,1 / 1,50,1,1 / 100 / 50,1,100 / 5,1 / 1 / 5 / 5,5  
Ez az 1802 számot adja ki, amely a templom építési évének felelhet meg.
Átirata:
Evoluto feliciter saeculo divi benedicti filii Sancto Stephano apostolico Ungariae regi patrono suo posuerunt.
Olvasata:
evoluto feliciter székulo divi benedikti filii szankto sztefano aposztoliko ungarié regi patrono szuo poszuerunt.
Jelentése: (közelítő fordítás)
Az isteni áldott ifjak emelték örvendezve [e templomot] a század fordulóján patrónusuknak, Szent Istvánnak, Magyarország apostoli királyának.

## Külső hivatkozások
- Székesfehérvári Egyházmegye
- Barokk 2005